# Шатињак
Шатињак (фр. Châtignac) насеље је и општина у западној Француској у региону Поату-Шарант, у департману Шарант која припада префектури Коњак.
По подацима из 2011. године у општини је живело 206 становника, а густина насељености је износила 21,13 становника/km². Општина се простире на површини од 9,75 km². Налази се на средњој надморској висини од 179 метара (максималној 190 m, а минималној 71 m).

## Демографија
| 1962. | 1968. | 1975. | 1982. | 1990. | 1999. | 2011. |
| ----- | ----- | ----- | ----- | ----- | ----- | ----- |
| 172   | 191   | 181   | 158   | 143   | 185   | 206   |

График промене броја становника у току последњих година